# Danh sách diễn viên Nga
Dưới đây là danh sách diễn viên quốc tịch Nga, tên được sắp xếp theo bảng chữ cái trong tiếng Latinh.
Đây là một danh sách chưa hoàn tất, và có thể sẽ không bao giờ thỏa mãn yêu cầu hoàn tất. Bạn có thể đóng góp bằng cách mở rộng nó bằng các thông tin đáng tin cậy.

## A
- Antonina Abarinova
- Tatiana Abramova
- Aleksandr Adabașian
- Angelica Agurbash
- Polina Agureeva
- Victor Alferov
- Irina Allegrova
- Valentina Ananina
- Ekaterina Andreeva
- Vadim Andreev
- Irina Apeksimova
- Nina Arkhipova
- Tatyana Arntgolts
- Yuri Ardashev
- Sergei Artsibashev
- Băno Axionov

## B
- Aleksandr Baluev
- Olga Barnet
- Marat Bașarov
- Oleg Basilashvili
- Aleksey Batalov
- Andrey Batt
- Aziz Bolotovici Beișenaliev
- Galina Belyayeva
- Myriam Bernstein-Cohen
- Yury Belyayev
- Egor Beroev
- Vitali Bezrukov
- Serghei Bezrukov
- Evelina Bleodans
- Fiodor Bondarciuk
- Lev Borisov
- Oleg Borisov
- Kseniya Borodina
- Viktor Bortsov
- Sacha Bourdo
- Mihail Boiarski
- Yaroslav Boyko
- Boris Brunov
- Olga Budina
- Viktor Bychkov
- Yuri Bykov
- Elina Bystritskaya

## C
- Mihail Cehov
- Nikolai Cerkasov
- Feodor Chaliapin Jr.
- Pyotr Chardynin
- Nikolai Chindyajkin
- Anna Chipovskaya

## D
- Vladlen Davydov
- Aleksandr Dediușko
- Andrei Dementiev
- Alexandr Demianenko
- Larisa Dolina
- Aleksandr Domogarov
- Sergey Dreyden
- Egor Druzhinin
- Irina Dubtsova
- Yuriy Dumchev
- Alexander Dyachenko
- Victor Dyomin

## E
- Mihail Efremov
- Oleg Efremov
- Leopold Engel

## F
- Oxana Fedorova
- Lidiya Fedoseyeva-Shukshina
- Glikeriya Fedotova
- Alisa Freindlich
- Janna Friske
- Elena Frolova

## G
- Valentin Gaft
- Polina Gagarina
- Maxim Galkin
- Vladislav Borisovici Galkin
- Mihail Galustian
- Alexandru Boris Godunov
- Leanca Grâu

## H
- Konstantin Habenskii
- Ghennadi Hazanov

## I
- Iurii Iakovlev
- Oleg Iankovski
- Andrey Ilin
- Svetlana Ivanova
- Dmitri Isaev

## J
- Jasmin
- Igor Jijikine

## K
- Vasili Kacealov
- Elena Kamburova
- Anna Kamenkova
- Andrei Krasko
- Sam Kogan
- Leonid Kulagin
- Leonid Kuravlyov
- Erik Kurmangaliev
- Sergey Kuvaev
- Goșa Kuțenko

## L
- Irina Lachina
- Jenya Lano
- Kamil Larin
- Evgheni Leonov
- Valeri Leontiev
- Renata Litvinova
- Larisa Luzhina

## M
- Andrei Malahov
- Lillian Malkina
- Piotr Mamonov
- Garik Martirosian
- Nikita Mihalkov
- Lolita Mileavskaia
- Evgheni Vitalievici Mironov
- Evgheni Morgunov

## N
- Alla Nazimova
- Lada Negrul
- Serghei Nikitin
- Iuri Nikulin
- Vladimir Nosik

## O
- Alexandr Oleșco
- Marina Orlova

## P
- Andrei Panin
- Valdis Pelšs
- Ivan Perestiani
- Elena Perova
- Igor Petrenko
- Elena Podkaminskaia
- Mihail Porecenkov

## R
- Konstantin Raikin
- Alexander Rasskazov
- Nikolay Rastorguyev
- Mikhail Rasumny
- Eldar Reazanov
- Sofia Rotaru
- Nina Ruslanova

## S
- Kirill Safonov
- Elena Safonova
- Anna Samokhina
- Abba Schoengold
- Vladimir Semago
- Ksenia Sobciak
- Svetlana Smirnova
- Daniil Strahov
- Serghei Svetlakov
- Karen Șahnazarov

## T
- Andrei Tarkovski
- Ioasaf Tikhomirov
- Timati
- Valentina Titova
- Vladimir Troshin
- Victor Tourjansky
- Viktor Țoi

## U
- Anna Ukolova
- Svetlana Ustinova

## V
- Julia Vang
- Konstantin Varlamov
- Natalia Varlei
- Gheorghi Vițin
- Iuri Vizbor
- Vladimir Vîsoțki
- Valentina Vladimirova
- Pavel Volea
- Darya Volga
- Fiodor Grigorievici Volkov
- Aleksei Vorobiov
- Irina Voronina
- Angelina Vovk

## Y
- Anton Yelchin

## Z
- Mihhail Zadornov
- Lyudmila Zajtseva
- Alexandra Zakharova
- Yelena Zakharova
- Zara (cântăreață)
- Vladimir Zeldin
- Vladimir Zemlyanikin
- Valery Zhakov
- Kirill Zhandarov
- Vladimir Zharikov
- Aleksei Zharkov
- Mikhail Zharov
- Sergey Zhigunov
- Vasily Zhivokini
- Georgiy Zhzhonov
- Ilja Zmiejew
- Valeri Zolotukhin
- Nikolai Zykov

## Ș
- Nina Șubina
- Antonina Abarinova
- Tatiana Abramova
- Aleksandr Adabașian
- Angelica Agurbash
- Polina Agureeva
- Victor Alferov
- Irina Allegrova
- Valentina Ananina
- Ekaterina Andreeva
- Vadim Andreev
- Irina Apeksimova
- Nina Arkhipova
- Tatyana Arntgolts
- Yuri Ardashev
- Sergei Artsibashev
- Băno Axionov

## B
- Aleksandr Baluev
- Olga Barnet
- Marat Bașarov
- Oleg Basilashvili
- Aleksey Batalov
- Andrey Batt
- Aziz Bolotovici Beișenaliev
- Galina Belyayeva
- Myriam Bernstein-Cohen
- Yury Belyayev
- Egor Beroev
- Vitali Bezrukov
- Serghei Bezrukov
- Evelina Bleodans
- Fiodor Bondarciuk
- Lev Borisov
- Oleg Borisov
- Kseniya Borodina
- Viktor Bortsov
- Sacha Bourdo
- Mihail Boiarski
- Yaroslav Boyko
- Boris Brunov
- Olga Budina
- Viktor Bychkov
- Yuri Bykov
- Elina Bystritskaya

## C
- Mihail Cehov
- Nikolai Cerkasov
- Feodor Chaliapin Jr.
- Pyotr Chardynin
- Nikolai Chindyajkin
- Anna Chipovskaya

## D
- Vladlen Davydov
- Aleksandr Dediușko
- Andrei Dementiev
- Alexandr Demianenko
- Larisa Dolina
- Aleksandr Domogarov
- Sergey Dreyden
- Egor Druzhinin
- Irina Dubtsova
- Yuriy Dumchev
- Alexander Dyachenko
- Victor Dyomin

## E
- Mihail Efremov
- Oleg Efremov
- Leopold Engel

## F
- Oxana Fedorova
- Lidiya Fedoseyeva-Shukshina
- Glikeriya Fedotova
- Alisa Freindlich
- Janna Friske
- Elena Frolova

## G
- Valentin Gaft
- Polina Gagarina
- Maxim Galkin
- Vladislav Borisovici Galkin
- Mihail Galustian
- Alexandru Boris Godunov
- Leanca Grâu

## H
- Konstantin Habenskii
- Ghennadi Hazanov

## I
- Iurii Iakovlev
- Oleg Iankovski
- Andrey Ilin
- Svetlana Ivanova
- Dmitri Isaev

## J
- Jasmin
- Igor Jijikine

## K
- Vasili Kacealov
- Elena Kamburova
- Anna Kamenkova
- Andrei Krasko
- Sam Kogan
- Leonid Kulagin
- Leonid Kuravlyov
- Erik Kurmangaliev
- Sergey Kuvaev
- Goșa Kuțenko

## L
- Irina Lachina
- Jenya Lano
- Kamil Larin
- Evgheni Leonov
- Valeri Leontiev
- Renata Litvinova
- Larisa Luzhina

## M
- Andrei Malahov
- Lillian Malkina
- Piotr Mamonov
- Garik Martirosian
- Nikita Mihalkov
- Lolita Mileavskaia
- Evgheni Vitalievici Mironov
- Evgheni Morgunov

## N
- Alla Nazimova
- Lada Negrul
- Serghei Nikitin
- Iuri Nikulin
- Vladimir Nosik

## O
- Alexandr Oleșco
- Marina Orlova

## P
- Andrei Panin
- Valdis Pelšs
- Ivan Perestiani
- Elena Perova
- Igor Petrenko
- Elena Podkaminskaia
- Mihail Porecenkov

## R
- Konstantin Raikin
- Alexander Rasskazov
- Nikolay Rastorguyev
- Mikhail Rasumny
- Eldar Reazanov
- Sofia Rotaru
- Nina Ruslanova

## S
- Kirill Safonov
- Elena Safonova
- Anna Samokhina
- Abba Schoengold (evreu român)
- Vladimir Semago
- Ksenia Sobciak
- Svetlana Smirnova
- Daniil Strahov
- Serghei Svetlakov
- Karen Șahnazarov

## T
- Andrei Tarkovski
- Ioasaf Tikhomirov
- Timati
- Valentina Titova
- Vladimir Troshin
- Victor Tourjansky
- Viktor Țoi

## U
- Anna Ukolova
- Svetlana Ustinova

## V
- Julia Vang
- Konstantin Varlamov
- Natalia Varlei
- Gheorghi Vițin
- Iuri Vizbor
- Vladimir Vîsoțki
- Valentina Vladimirova
- Pavel Volea
- Darya Volga
- Fiodor Grigorievici Volkov
- Aleksei Vorobiov
- Irina Voronina
- Angelina Vovk

## Y
- Anton Yelchin

## Z
- Mihhail Zadornov
- Lyudmila Zajtseva
- Alexandra Zakharova
- Yelena Zakharova
- Zara
- Vladimir Zeldin
- Vladimir Zemlyanikin
- Valery Zhakov
- Kirill Zhandarov
- Vladimir Zharikov
- Aleksei Zharkov
- Mikhail Zharov
- Sergey Zhigunov
- Vasily Zhivokini
- Georgiy Zhzhonov
- Ilja Zmiejew
- Valeri Zolotukhin
- Nikolai Zykov

## Ș
- Nina Șubina